# Веверис, Эйженс
Э́йженс Ве́верис (Эйжен Августович Веверис, латыш. Eižens Vēveris; 9 июля 1899, Рига — 8 февраля 1976, Рига) — латвийский поэт.

## Биография
Родился в рабочей семье. Окончив Рижскую городскую гимназию (1915), ушёл добровольцем на Первую мировую войну, в 1916—1919 гг. воевал в составе Пятого земгальского полка, был контужен. Сменил множество профессий: грузчик, журналист, электромонтёр, торфодобытчик, рабочий лесопилки. Окончил Рижский учительский институт (1923), работал сельским учителем в рыбацких посёлках. После создания в 1940 г. Латвийской ССР работал инспектором в Валкском уездном отделе образования. Во время немецкой оккупации Латвии арестован, содержался в концентрационных лагерях Саласпилс, Штутгоф, Маутхаузен. Был в числе немногих латвийских узников, доживших до освобождения концлагеря в Маутхаузене 5 мая 1945 г., на момент которого истощал до 46 кг. Затем вернулся в Латвию и до выхода на пенсию в 1959 г. работал в Риге директором школы.

Сочинял стихи с юности, но публиковать их начал только в 1960-е годы. Большинство произведений Вевериса посвящены его опыту выживания в концентрационных лагерях. Вышли четыре книги его стихов:

Вход в Саласпилсский мемориал со строкой из стихов Вевериса

- «Сажайте розы в про́клятую землю» (латыш. Iedēstiet rozes zemē nolādētā; 1969, русский перевод 1977 с иллюстрациями Д. Бисти)
- «Человек уходит после Солнца» (латыш. Cilvēks aiziet pēc saules; 1972)
- «Вересковый мёд» (латыш. Viršu medus; 1975)
- «Необходимая боль» (латыш. Vajadzīgā sāpe; 1977, русский перевод 1981)

«Слова этой книги прожигают бумагу, на которой начертаны», — писал о последней из них Лев Озеров.
На входе в мемориальный комплекс лагеря в Саласпилсе выбита строка из стихотворения Вевериса: «За этими воротами стонет земля» (латыш. Aiz šiem vārtiem vaid zeme).
Член Союза писателей Латвийской ССР (1969), лауреат Государственной премии Латвийской ССР (1970).